# アンナ・カロリナ・シュミエドロバ
- アンナ・カロリーナ・シュミドローバ[1]

アンナ・カロリナ・シュミエドロバ（Anna Karolína Schmiedlová, [ˈanːa ˈkarɔliːna ˈʂmiːdlɔʋaː]; 1994年9月13日 - ）は、スロバキア・コシツェ出身の女子プロテニス選手。これまでにWTAツアーでシングルス3勝を挙げている。身長176cm、体重63kg。右利き、バックハンド・ストロークは両手打ち。WTAランキング最高位はシングルス26位、ダブルス213位。妹であるクリスティナ・シュミエドロバもテニス選手である。

## 来歴
シュミエドロバは7歳からでテニスを始め、2011年にプロに転向した。2012年全仏オープンのジュニアシングルスで準優勝している。
4大大会では2013年全仏オープンで予選を勝ち上がり初出場し、1回戦でヤニナ・ウィックマイヤーを 7-6(5), 2-6, 6-2 で破り初勝利を挙げた。2013年最終ランキングでは74位とトップ100入りを果たしている。
2013年全仏オープンでは2回戦で第29位シードのビーナス・ウィリアムズを 2-6, 6-3, 6-4 で破り3回戦まで進出した。
2015年2月のリオデジャネイロ大会でツアー初の決勝に進出した。決勝ではサラ・エラニに 6–7(2), 1–6 で敗れた。4月のカトヴィツェ大会で2度目の決勝に進出しカミラ・ジョルジを 6–4, 6–3 で破りツアー初優勝を果たした。7月のブカレスト大会で2勝目を挙げた。
2016年8月のリオ五輪で初めてのオリンピックに出場した。シングルス1回戦でロベルタ・ビンチを 7-5, 6-4 で破り初戦を突破し2回戦でエカテリーナ・マカロワに 6-3, 4-6, 2-6 で敗れた。
2018年4月のクラロ・コルサニータス・カップ（ボゴタ）では、決勝でララ・アルアバレナを下し優勝した。この大会を世界ランク132位で迎えたシュミエドロバは、この優勝でトップ100に復帰した。
2019年1月のホバート国際では、決勝でソフィア・ケニンに敗れたものの準優勝を飾った。

## WTAツアー決勝進出結果

### シングルス: 5回 (3勝2敗)
| 大会グレード                  |
| ----------------------------- |
| グランドスラム (0–0)          |
| WTAファイナルズ (0–0)         |
| プレミア・マンダトリー (0–0)  |
| プレミア5 (0-0)               |
| WTAエリート・トロフィー (0-0) |
| プレミア (0–0)                |
| インターナショナル (3–2)      |

| 結果   | No. | 決勝日        | 大会             | サーフェス    | 対戦相手           | スコア      |
| ------ | --- | ------------- | ---------------- | ------------- | ------------------ | ----------- |
| 準優勝 | 1.  | 2015年2月22日 | リオデジャネイロ | クレー        | サラ・エラニ       | 6–7(2), 1–6 |
| 優勝   | 1.  | 2015年4月6日  | カトヴィツェ     | ハード (室内) | カミラ・ジョルジ   | 6–4, 6–3    |
| 優勝   | 2.  | 2015年7月19日 | ブカレスト       | クレー        | サラ・エラニ       | 7–6(3), 6–3 |
| 優勝   | 3.  | 2018年4月15日 | ボゴタ           | クレー        | ララ・アルアバレナ | 6–2, 6–4    |
| 準優勝 | 2.  | 2019年1月12日 | ホバート         | ハード        | ソフィア・ケニン   | 4–6, 0–6    |

## 4大大会シングルス成績
略語の説明
| W | F | SF | QF | #R | RR | Q# | LQ | A | Z# | PO | G | S | B | NMS | P | NH |

W=優勝, F=準優勝, SF=ベスト4, QF=ベスト8, #R=#回戦敗退, RR=ラウンドロビン敗退, Q#=予選#回戦敗退, LQ=予選敗退, A=大会不参加, Z#=デビスカップ/BJKカップ地域ゾーン, PO=デビスカップ/BJKカッププレーオフ, G=オリンピック金メダル, S=オリンピック銀メダル, B=オリンピック銅メダル, NMS=マスターズシリーズから降格, P=開催延期, NH=開催なし.
| 大会           | 2013 | 2014 | 2015 | 2016 | 2017 | 2018 | 2019 | 2020 | 通算成績 |
| -------------- | ---- | ---- | ---- | ---- | ---- | ---- | ---- | ---- | -------- |
| 全豪オープン   | LQ   | 2R   | 2R   | 1R   | A    | 1R   | 1R   | 1R   | 2-6      |
| 全仏オープン   | 2R   | 3R   | 1R   | 1R   | A    | 1R   | 1R   |      | 3-6      |
| ウィンブルドン | 1R   | 1R   | 1R   | 1R   | A    | 1R   | 1R   |      | 0-6      |
| 全米オープン   | 2R   | 1R   | 3R   | 1R   | LQ   | 1R   | A    |      | 3-5      |